# Fullmaktslagen

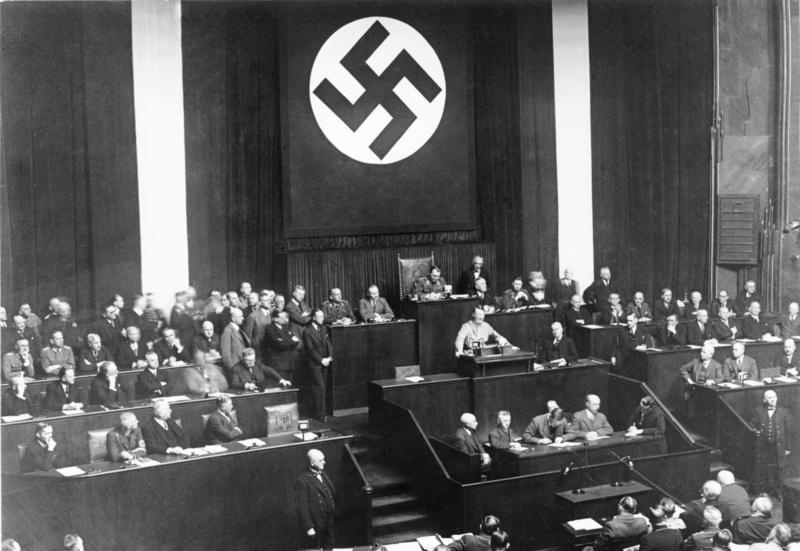
Adolf Hitler talar i riksdagen den 23 mars 1933.

Fullmaktslagen (tyska: Ermächtigungsgesetz), formellt lagen om avhjälpande av folkets och rikets nöd (tyska: Gesetz zur Behebung der Not von Volk und Reich), var en lag som antogs av den tyska riksdagen den 23 mars 1933 och som trädde i kraft dagen därpå. Lagen gav Tysklands rikskansler Adolf Hitler och hans regering möjlighet att stifta lagar, även i strid med konstitutionen, utan varken riksdagens eller rikspresidentens godkännande. Hitler blev därmed Tysklands diktator.

## Bakgrund
I januari 1933 utsågs Adolf Hitler, ledare för nazistpartiet, till kansler och chef för den tyska regeringen. Den 27 februari fattade den tyska parlamentsbyggnaden eld i vad som kallades Riksdagshusbranden. Hitler, agerade som kansler, anklagade omedelbart kommunisterna för att ha anlagt branden och hävdade att mordbranden var en del av ett större försök att störta den tyska regeringen. Med denna motivering övertalade Hitler Hindenburg att utfärda ett dekretet med anledning av riksdagsbranden (Verordnung des Reichspräsidenten zum Schutz von Volk und Staat). I den fanns upphävande av grundläggande rättigheter, jämlikt Artikel 48, punkt 2 i Weimarrikets konstitution som tillät rikspresidenten att tillfälligt upphäva grundläggande rättigheter. Att den användes var inte ovanligt, mellan 1919 och 1925 utfärdade rikspresident Friedrich Ebert totalt 136 nöddekret baserade på artikel 48(2) WRV, och ytterligare 109 dekret följde i början av 1930-talet. Men Hitler använde det att rensa den politiska arenan från alla som var villiga att utmana honom, och sen hävdade han att dekretet var otillräckligt och att det krävdes en mer omfattande politik som skulle skydda hans regering. 
Nationalsocialistiska tyska arbetarepartiet (NSDAP) hade sedan valet den 5 mars tillsammans med konservativa Tysknationella folkpartiet (DNVP) absolut majoritet för lagens antagande, men man behövde två tredjedels majoritet. Genom att förbjuda Tysklands kommunistiska parti (KPD), hota socialdemokratiska (SPD) ledamöter och ge lösa löften till Centrumpartiet (Z) kunde lagen antas med 444 röster för och 94 emot. I och med detta var Weimarrepublikens tid definitivt slut.
Riksdagens talman, Hermann Göring, ändrade proceduren för att anta lagen. Under Weimarkonstitutionen behövdes ett kvorum av två-tredjedelar av hela riksdagens medlemmar vara närvarande för att en förändring av en grundlag skulle kunna diskuteras. För ett kvorum behövdes alltså 432 av riksdagens 584 ledamöter. Göring ändrade dock antalet till 378, genom att bortse från de 81 ledamöterna från KPD.
Göring förklarade också att ledamöter som var "frånvarande från riksdagen utan anledning" skulle beaktas som närvarande, för att göra det enklare att rösta igenom lagen obehindrat.
Majoriteten av närvarande ledamöter stödde fullmaktslagen, de som ansågs motvilliga hotades av SA-män som omgav mötet. Samtliga av de 94 motrösterna kom från SPD, lett av Otto Wels. Riksdagen hade röstat igenom fullmaktslagen med stöd från 83 procent av de närvarande ledamöterna. Efter att riksrådet gett sitt godkännande antogs lagen. Otto Wels lämnade sedan landet i fruktan för sitt liv.

## Lagtexten
Lagtexten var ganska kort, och de viktigaste artiklarna var artikel 1 och artikel 2:
- Artikel 1. Lagar kan även antas av regeringen utöver det förfarande som föreskrivs i konstitutionen. Detta gäller också de lagar som anges i artiklarna 85 punkterna 2 och 87 i konstitutionen.

(tyska: Art. 1. Reichsgesetze können außer in dem in der Reichsverfassung vorgesehenen Verfahren auch durch die Reichsregierung beschlossen werden. Dies gilt auch für die in den Artikeln 85 Abs. 2 und 87 der Reichsverfassung bezeichneten Gesetze.)
- Artikel 2. De lagar som antas av regeringen kan avvika från konstitutionen, i den mån de inte rör integriteten av riksdagen och riksrådet som sådana. Rikspresidentens rättigheter förblir opåverkade.

(tyska: Art. 2. Die von der Reichsregierung beschlossenen Reichsgesetze können von der Reichsverfassung abweichen, soweit sie nicht die Einrichtung des Reichstags und des Reichsrats als solche zum Gegenstand haben. Die Rechte des Reichspräsidenten bleiben unberührt.)
Övriga artiklar handlar mer om formalia såsom offentliggörande och ikraftträdande av lagen. Lagen gavs också en tidsgräns på 4 år i artikel 5. Den kom dock att förlängas flera gånger och upphävdes den 20 september 1945 av ockupationsländerna.